# Compagnie des chemins de fer du Nord

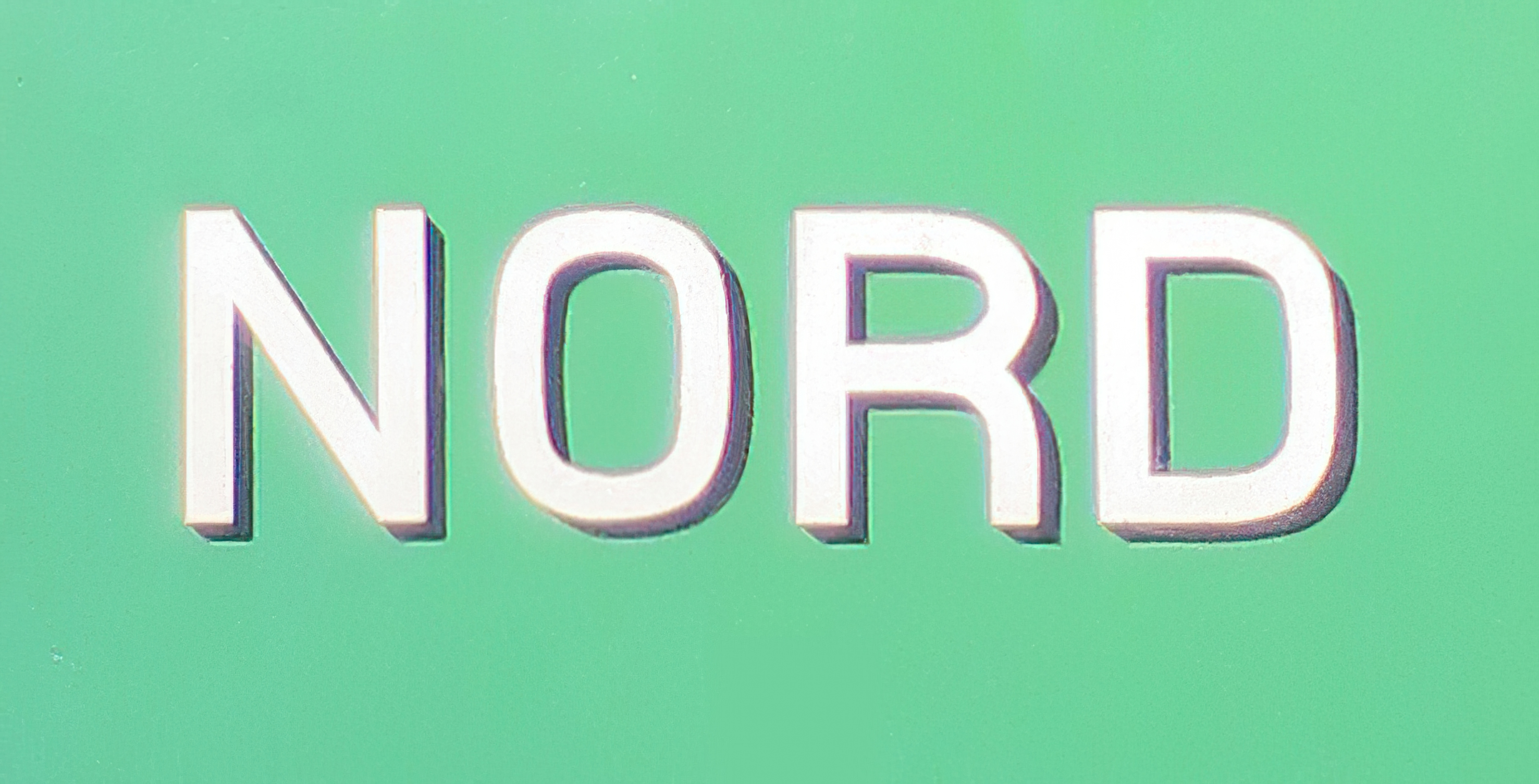
Logo auf der Lokomotive 701 (Eisenbahnmuseum Mülhausen)

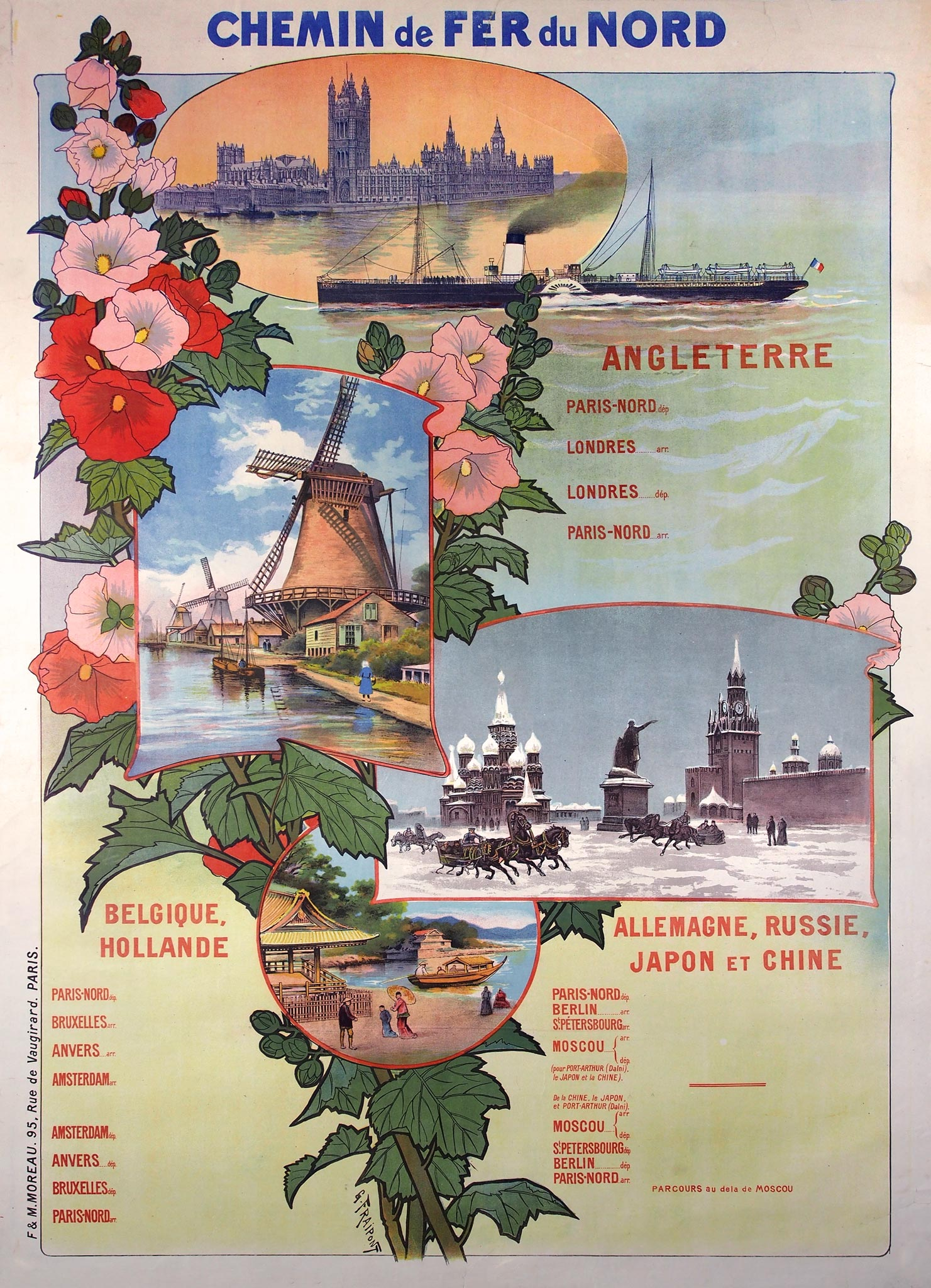
Plakat der NORD von 1899 – als Reiseziele werden neben Deutschland und Russland sogar Japan und China beworben

Die Compagnie des Chemins de fer du Nord (NORD) war ein privatrechtlich organisiertes französisches Eisenbahnunternehmen.

## Geografische Lage

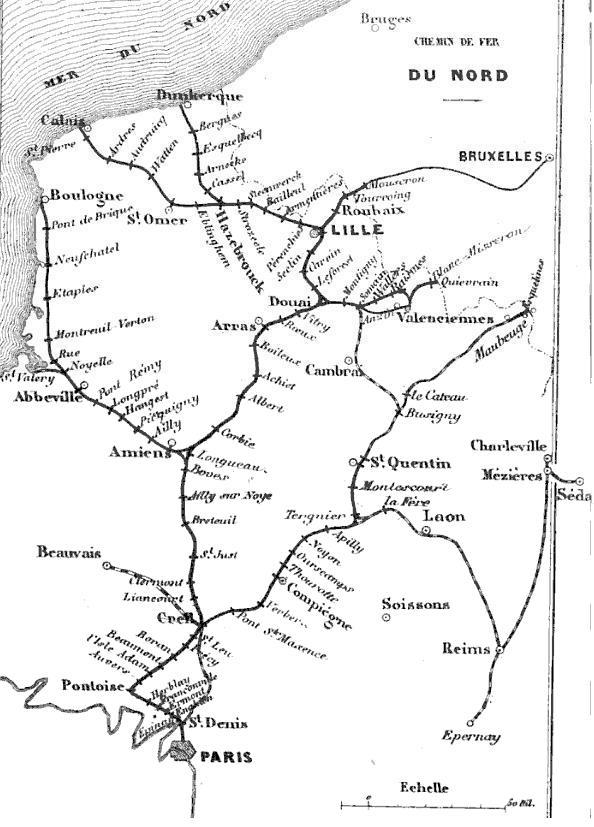
Streckennetz der NORD 1853

Die NORD verband Paris und das nordwestliche Frankreich mit Belgien und der Küste am Ärmelkanal. Ihr Endbahnhof in Paris war der Gare du Nord, der anfangs die Bezeichnung „Belgischer Bahnhof“ trug.

## Geschichte

### Gründung
Mit Gesetz vom 11. Juni 1842 wurde der Bau einer Reihe von Eisenbahnstrecken von Paris an die Grenze zu Belgien über Lille und Valenciennes sowie von abzweigenden Strecken von Lille nach Calais und Dünkirchen festgelegt. Aufgrund eines weiteren Gesetzes vom 15. Juli 1845 wurde die NORD ins Leben gerufen. Am 20. September 1845 erhielt sie für die Dauer von 38 Jahren die Konzession für den Bau und Betrieb dieser Strecken (insgesamt 496 km), da sie nicht nur auf jede finanzielle Zuwendung seitens des Staates verzichtete, sondern diesem sogar finanzielle Vorleistungen erstattete. Die Gesellschaft gehörte den Banken Rothschild Frères (Paris) und N M Rothschild & Sons (London). James de Rothschild wurde erster Präsident der Gesellschaft und blieb das bis zu seinem Tod im Jahr 1868.

### Ausbau

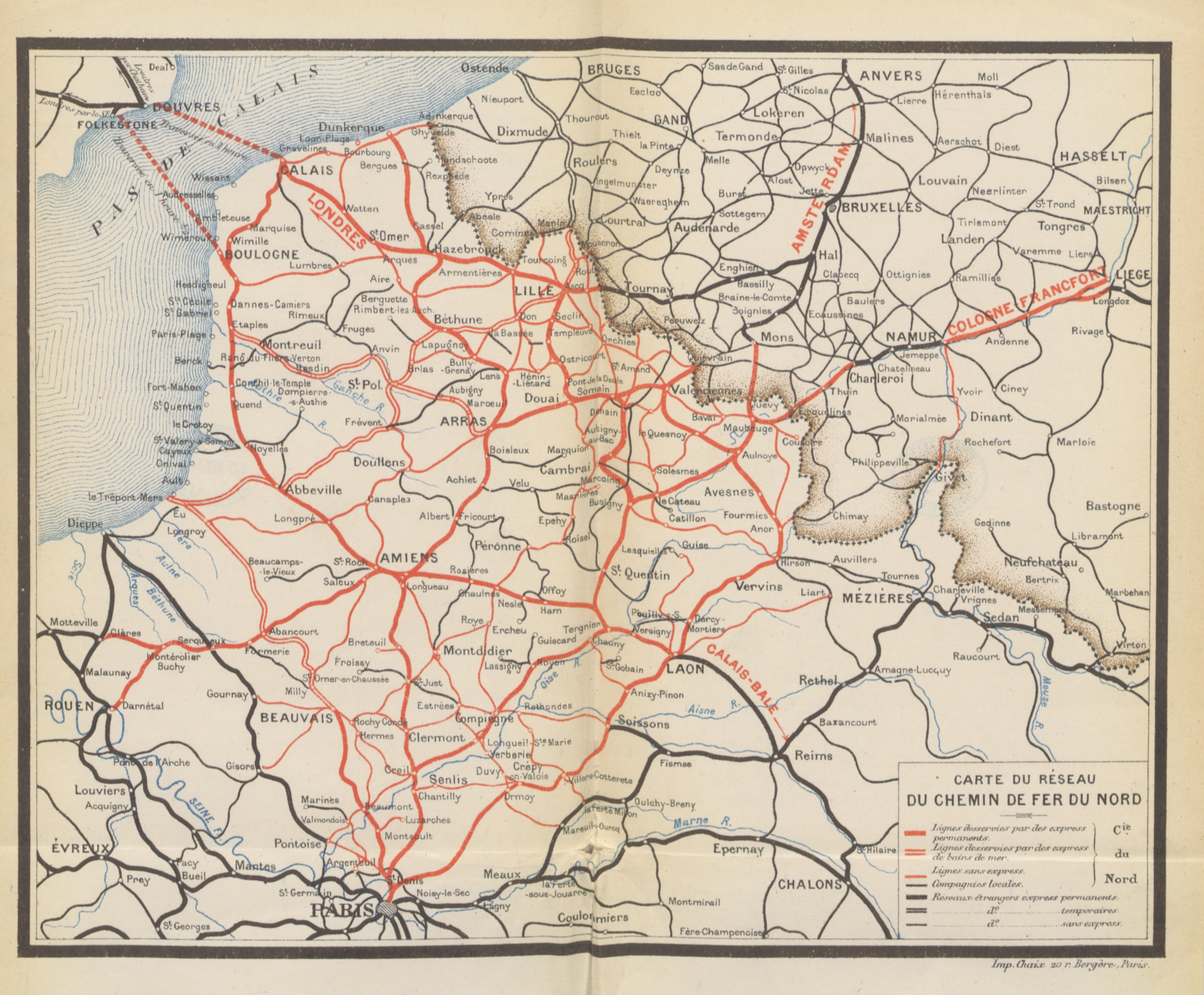
Streckennetz der NORD 1896 – schwarz die Strecken anderer Unternehmen

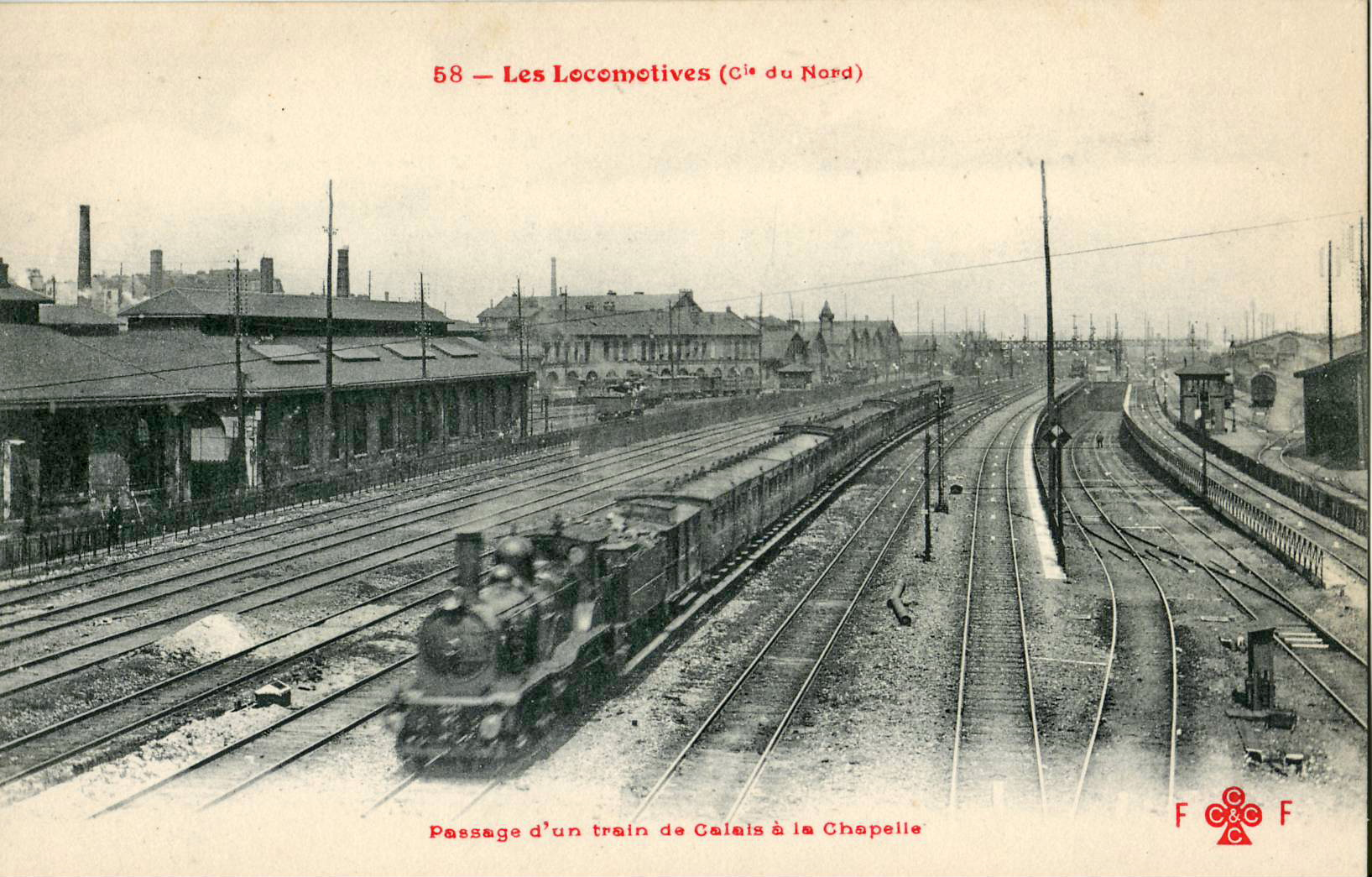
Vorbeifahrt eines Zugs am Pariser Bahnbetriebswerk La Chapelle, vor 1914

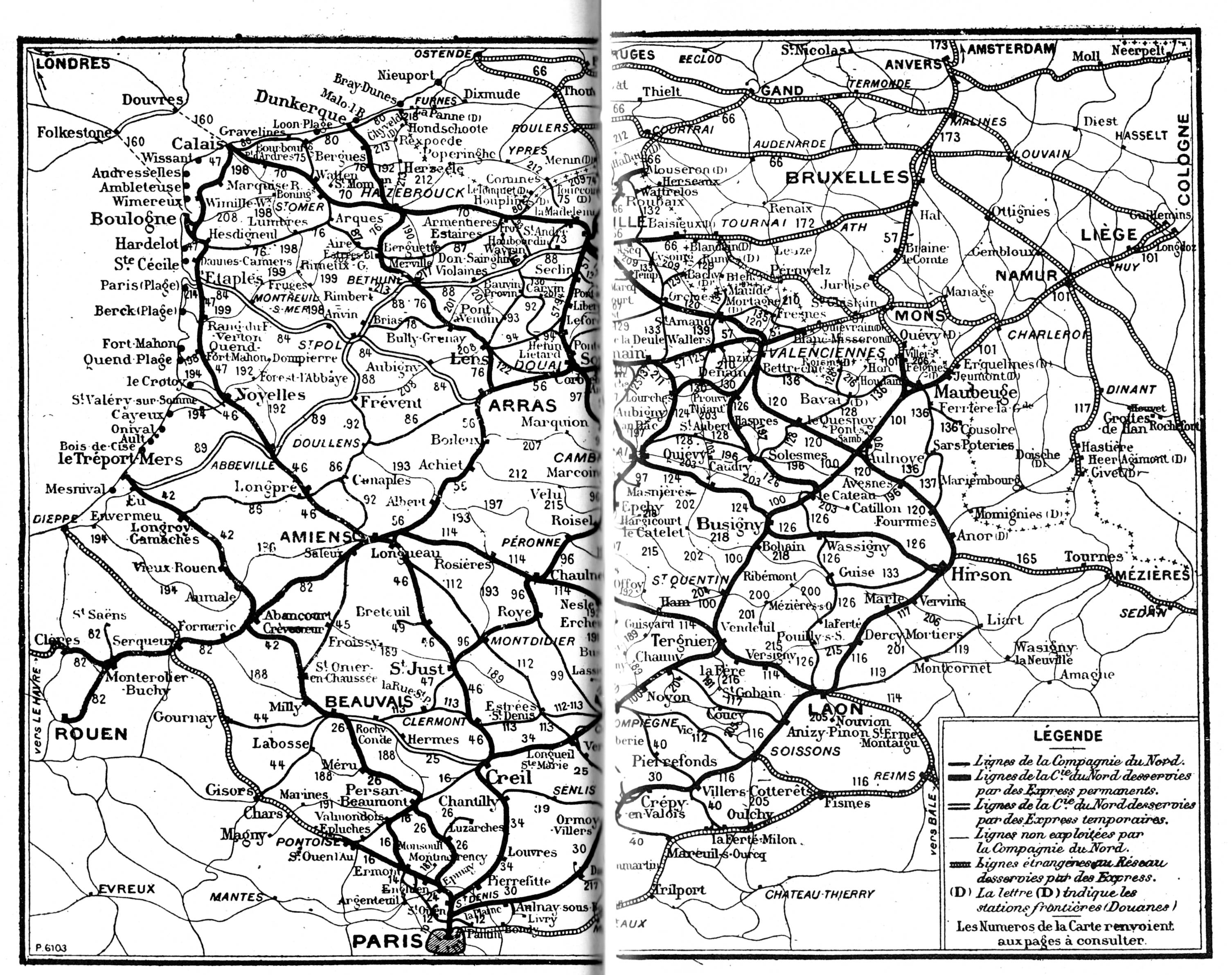
Streckennetz der NORD 1914 – dünn eingezeichnet die Strecken anderer Unternehmen

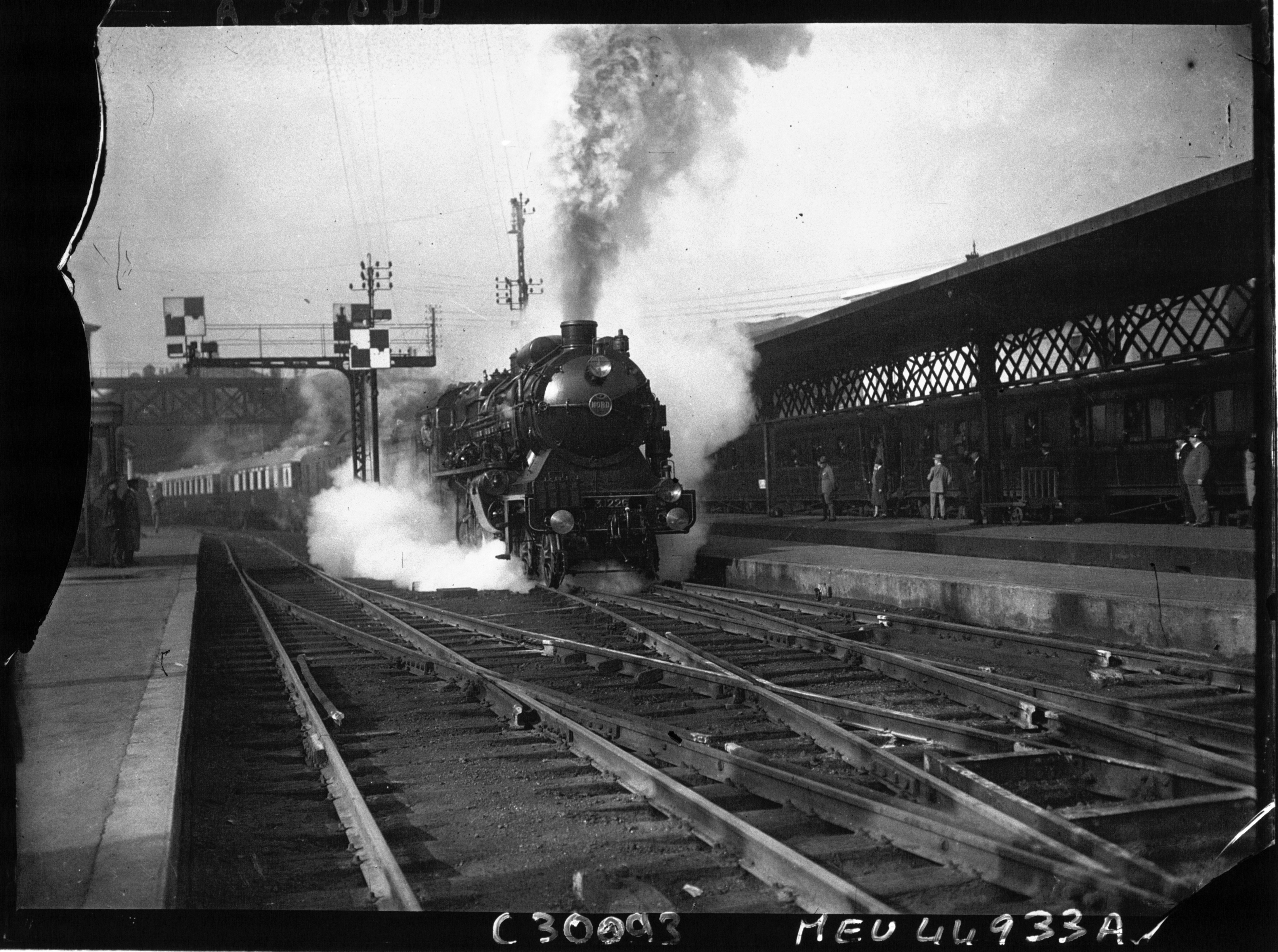
Einfahrt des Flèche d’Or in den Pariser Endbahnhof Gare du Nord, 1927

Die erste Bahnstrecke der NORD verlief 1846 vom Belgischen Bahnhof in Paris über Douai und Lille nach Calais und Dünkirchen. Weitere Strecken wurden 1847 nach Amiens, Valenciennes und zu den belgischen Städten Kortrijk und Gent angelegt. Die 1845 einer anderen Gesellschaft konzessionierte Strecke von Creil nach Saint-Quentin übernahm die NORD 1847 sowie 1852 die 123 km lange Strecke Amiens-Boulogne-sur-Mer. Mit diesen Stammstrecken entstand zwischen Paris, Rouen, der Atlantikküste in der Normandie und Belgien ein ausgedehntes Netz. Im Zusammenhang mit weiteren Konzessionen, die der französische Staat der NORD 1852 erteilte, wurde die Konzessionsdauer für alle ihre Strecken einheitlich auf 99 Jahre ab 1848 festgesetzt.
In den folgenden Jahren wurde das Netz kontinuierlich ausgebaut. Gut und solide durch die beiden Bankhäuser als Aktionäre finanziert, wuchs die Betriebslänge von 3606 km Ende 1890 auf 3840 km Ende 1912. Hinzu kamen weitere 170 km in Belgien, wo die Bahn unter „NORD BELGE“ firmierte.
Der belgische Unternehmer Simon Philippart versuchte in den 1870er Jahren mit dem Zusammenschluss einiger Bahnen (der Compagnie des Chemins de fer du Nord-Est, der Eisenbahngesellschaft Lille-Valenciennes und der Eisenbahngesellschaft Lille-Béthune) der NORD Konkurrenz zu machen. Er unterlag allerdings sehr schnell deren wirtschaftlicher Übermacht. Am 17. Dezember 1875 schloss die NORD mit der Eisenbahngesellschaft Nord-Est, am 31. Dezember 1875 mit der Gesellschaft Lille-Valenciennes und am 2. Februar 1876 mit der Gesellschaft Lille-Béthune Pachtverträge für die Dauer ihrer Konzessionen und übernahm diese Bahnen damit faktisch.
Um unliebsamer Konkurrenz vorzubeugen, hielt die NORD Kapitalanteile an Sekundärbahnen wie dem regelspurigen Netz der Compagnie Générale de Voies Ferrées d’Intérêt Local (CGL) und der meterspurigen Bahnstrecke Hermes–Beaumont. Sie leistete finanzielle und technische Hilfe und verlieh im Bedarfsfall sogar Fahrzeuge. Die Züge dieser Bahnen durften die Bahnhöfe der NORD häufig mitbenutzen; ihre Fahrpläne orientierten sich an denen der NORD, was ihre Attraktivität erhöhte und der NORD zusätzlich Fahrgäste zuführte. Dieser Zustand wurde nach der Übernahme der NORD durch die Société nationale des chemins de fer français (SNCF) beibehalten.
Die extreme Knappheit an Kohle während des Ersten Weltkriegs – die wichtigsten Kohlenreviere waren von deutschen Truppen besetzt – führte 1917 zu ersten Überlegungen bezüglich einer Elektrifizierung von Strecken. Die Regierung schickte eine Delegation von Fachleuten in die USA, wo sie entsprechende Anlagen der Norfolk and Western Railway und der Chicago, Milwaukee, St. Paul and Pacific Railroad besichtigten. Nach ihrer Rückkehr wurde am 14. November 1918 ein Komitee gegründet, das die Art der Elektrifizierung der verschiedenen französischen Netze festlegen sollte. Während eine Elektrifizierung von Strecken in der Südhälfte Frankreichs und im Großraum Paris befürwortet wurde, wurde die der nord- und ostfranzösischen Strecken aus militärstrategischen Gründen verworfen. Daher wurden die Züge der NORD bis zu deren Aufgehen in der SNCF und weit darüber hinaus von Dampflokomotiven gezogen.
Da über die NORD der Verkehr zwischen den europäischen Metropolen Paris einerseits und London, Brüssel, Antwerpen und Amsterdam andererseits verlief, verkehrte auf ihren Strecken auch eine Reihe bekannter Luxuszüge. Dazu zählten:
- Flèche d’Or
- Nord-Express
- Étoile du Nord

### Ende

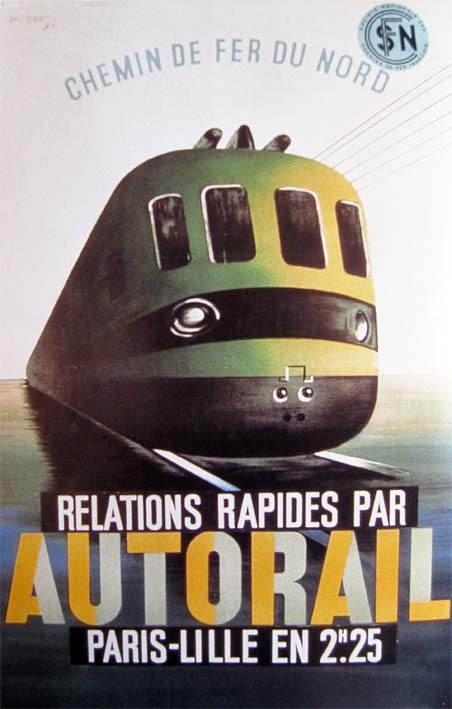
Werbeplakat aus der Übergangszeit zur Staatsbahn von 1938, das sowohl für die NORD als auch für die SNCF wirbt

Die NORD wurde – wie die anderen großen Privatbahnen in Frankreich – 1938 verstaatlicht und in die SNCF als deren Region 2 integriert.

## Fahrzeuge

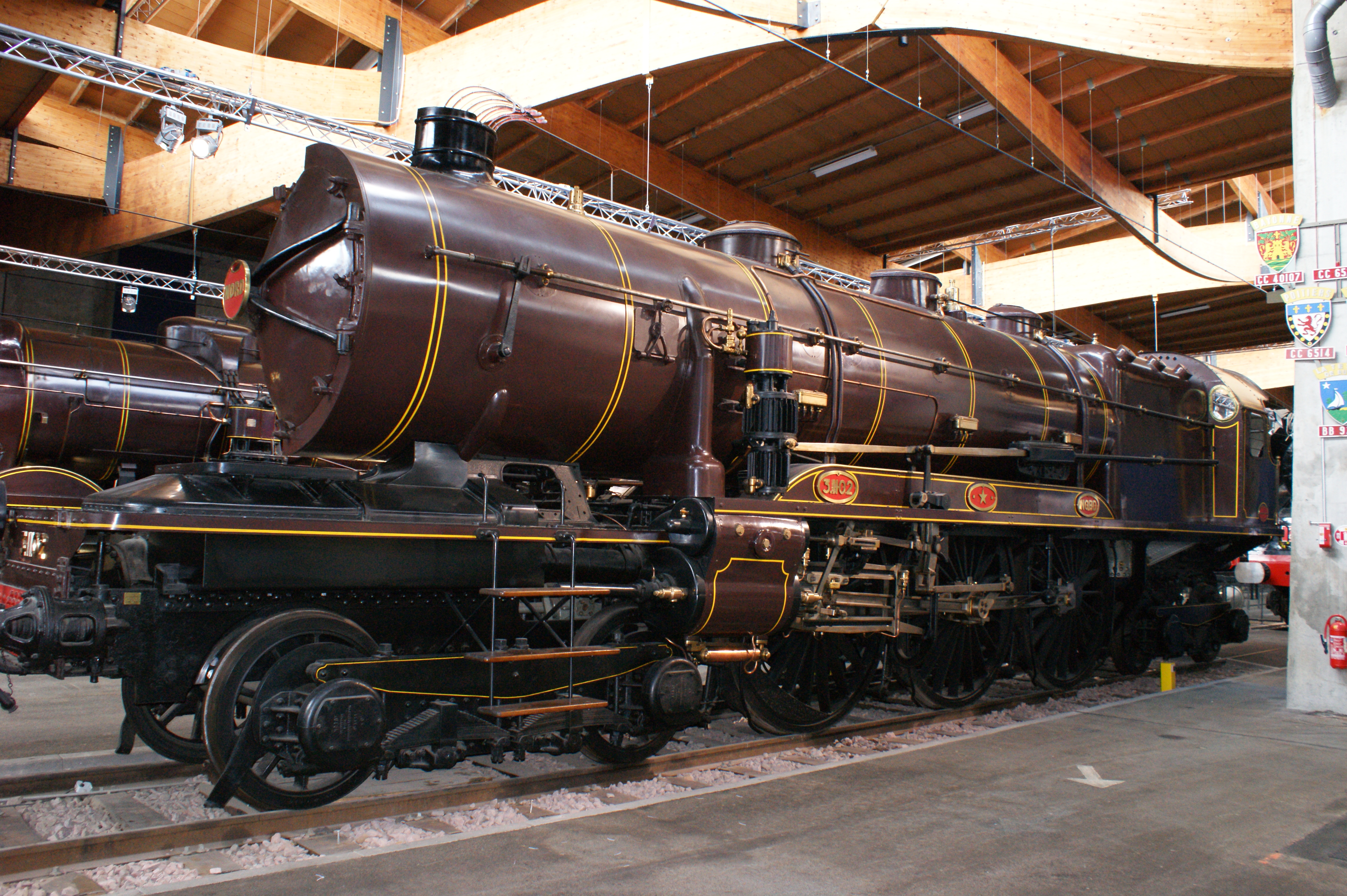
„Baltic“ NORD 3.1102 im Eisenbahnmuseum Mülhausen (Cité du train)

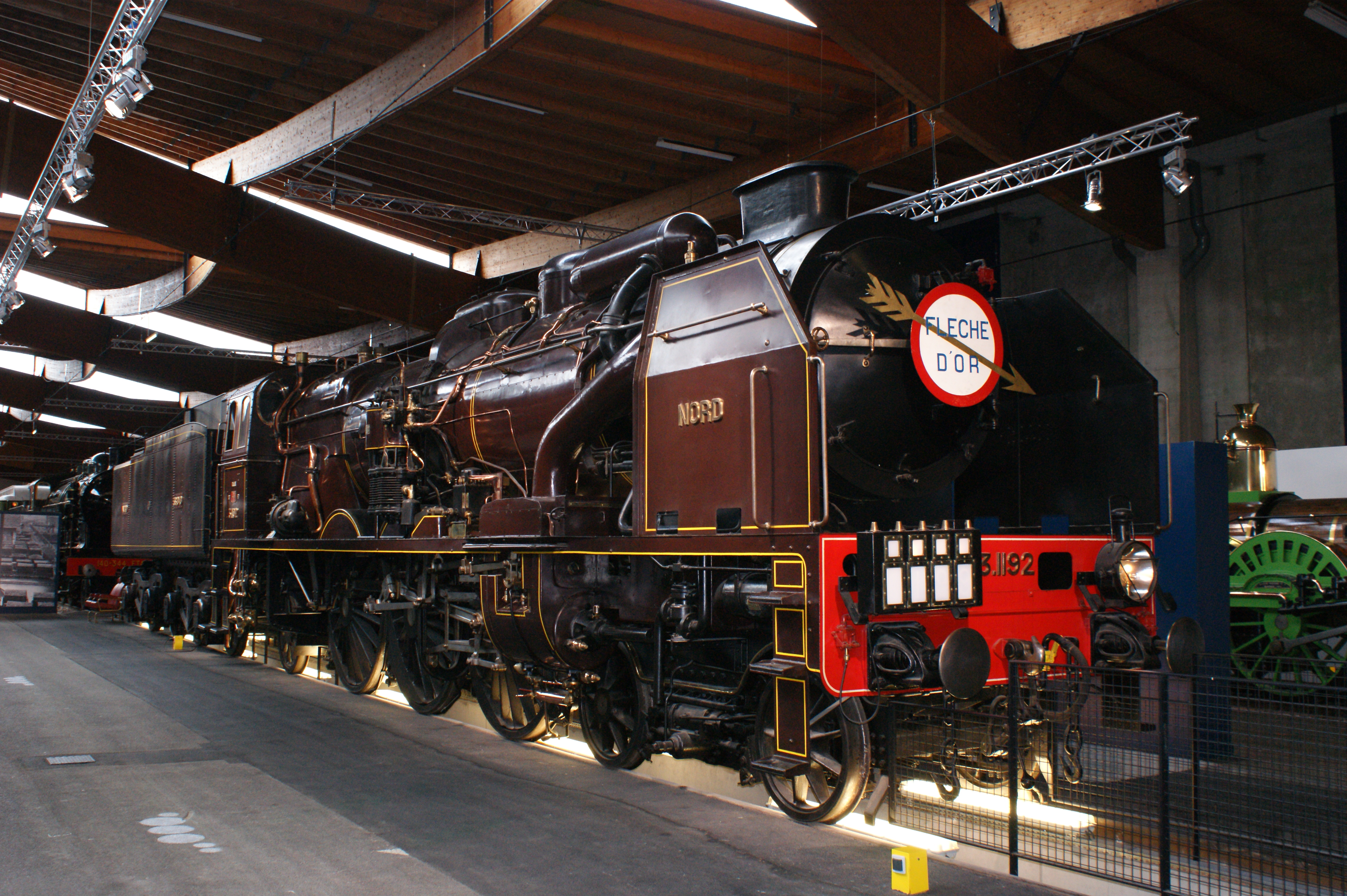
Von André Chapelon optimierte NORD 3.1192 in der Cité du train

In der Lokomotiventwicklung war die NORD führend: Alfred de Glehn entwickelte hier die ersten Vierzylinder-Verbundtriebwerke für Dampflokomotiven. Die Gesellschaft baute ihre Lokomotiven überwiegend in den eigenen Werkstätten. Am 1. Januar 1885 war die NORD im Besitz von 1585 Dampflokomotiven. 1911 entstanden in den Ateliers de La Chapelle mit den 3.1101 und 3.1102 die weltweit ersten „Baltic“-Schlepptenderlokomotiven der Achsfolge 2’C2’.
Die Lokomotiven der NORD waren zunächst grün mit roten Streifen lackiert, die späteren Verbundloks schokoladenbraun mit gelben Streifen. Maschinen für den gemischten Verkehr und Rangierloks waren schwarz. Für den hochwertigen Reiseverkehr beschaffte die NORD nach dem Ersten Weltkrieg bei Blanc-Misseron gebaute „Pacifics“:
- 1920–1923 die NORD 3.1201–3.1240
- 1929 NORD 3.1241–3.1250

Ab 1930 erwarb die NORD 40 bei SFCM gebaute Verbundmaschinen („Super Pacifics“), die die Betriebsnummern 3.1251–3.1290 erhielten.

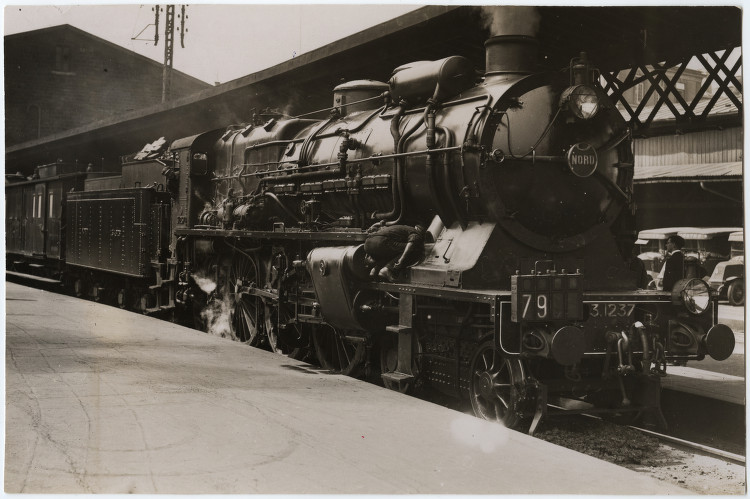
NORD 3.1237 (um 1926)
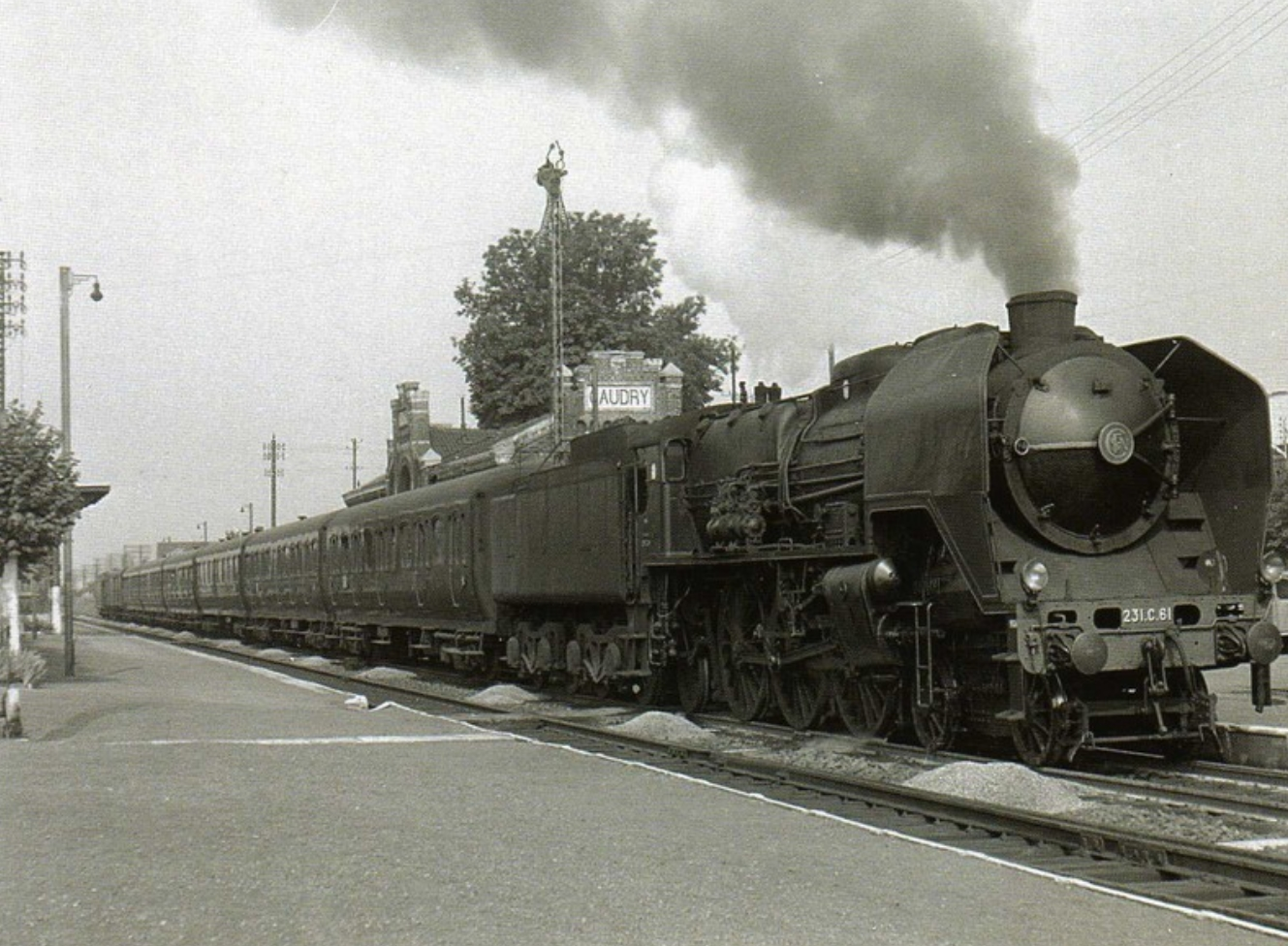
„Super Pacific“ der NORD als 231 C 61 der SNCF in Caudry

Ende der 1920er Jahre begann der Ingenieur André Chapelon damit, für die Compagnie du chemin de fer de Paris à Orléans (P.O.) Dampflokomotiven zu optimieren. Die herausragenden Leistungen des Prototyps 3356 bewogen die NORD, 22 derart umgebaute Pacifics zu erwerben und sie als NORD 3.1171–3.1192 in ihren Fahrzeugpark einzureihen. Diese Maschinen überzeugten so sehr, dass die NORD anstelle der ab 1930 beschafften „Super Pacifics“ weitere gleichartige Loks neu bauen ließ:
- 3.1193–3.1198 bei Blanc-Misseron,
- 3.1111–3.1120 bei CAFL und
- 3.1121–3.1130 bei Fives-Lille.

Die Lokomotiven waren ausgezeichnete Schnellläufer und zogen bekannte Züge wie den Flèche d’Or. Die NORD 3.1174 stellte 1935 den Geschwindigkeitsrekord aller französischen Dampflokomotiven auf. Mit einer Anhängelast von 400 t war sie 174 km/h schnell.

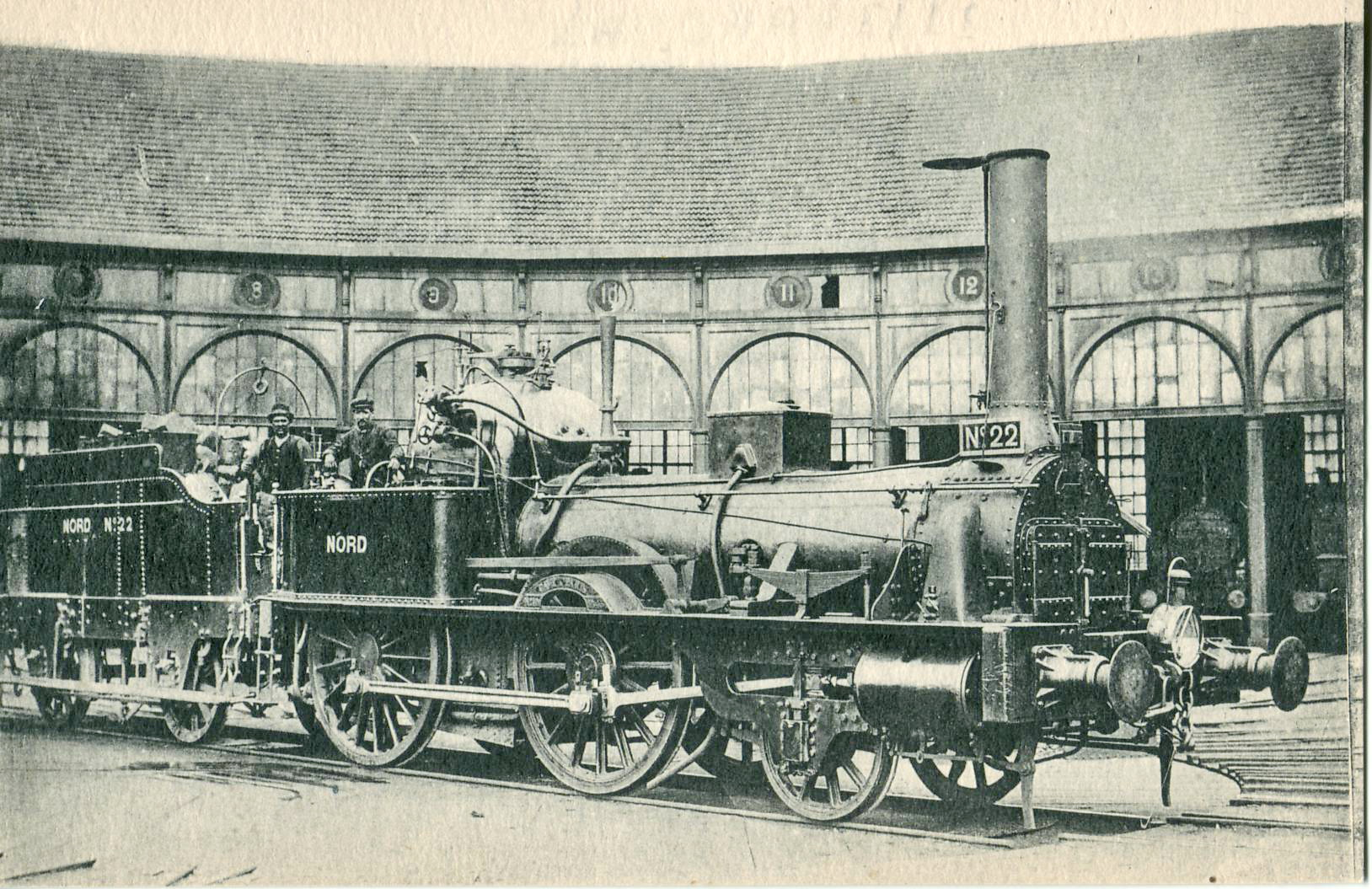
Lokomotive Nr. 22 im Bahnbetriebswerk La Chapelle
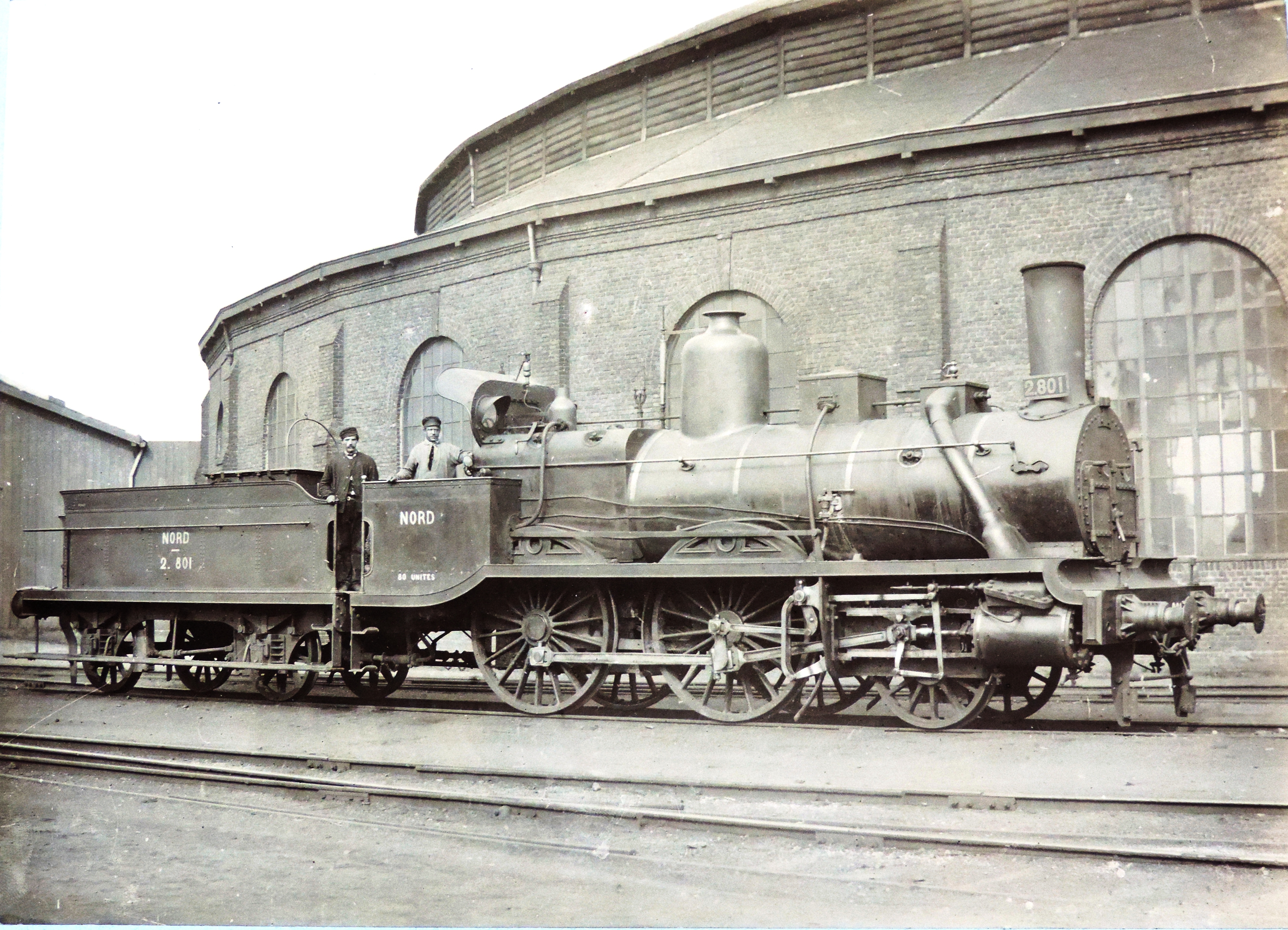
NORD 2.801, 1873 bei der Société anonyme la Métallurgique in Tubize gebaut, um 1900
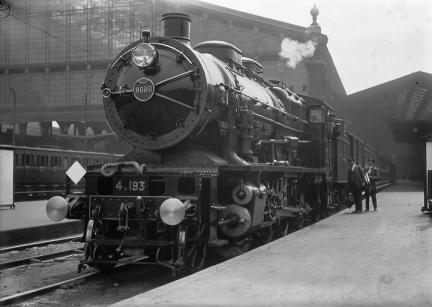
NORD 4.193 im Pariser Gare du Nord
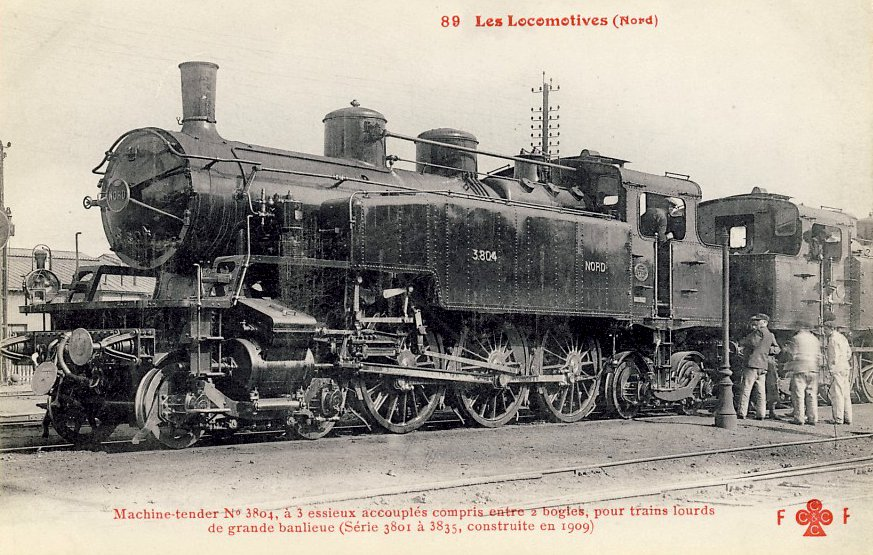
2’C2’-Tenderlokomotive NORD 3.804 aus dem Jahr 1909

Vor dem Zweiten Weltkrieg kamen regelmäßig belgische Lokomotiven auf die Gleise der NORD, die SNCB-Schlepptenderloks der Baureihe 10 erreichten z. B. täglich Maubeuge. Ab 1935 wurde die Baureihe 10 durch die Baureihe 1 ersetzt, die wegen ihrer hohen Achslast von 24 t in Frankreich jedoch nur mit einer Ausnahmegenehmigung verkehren durfte. Ihre maximale Geschwindigkeit wurde auf 100 km/h festgesetzt, über Aulnoye und Lille kamen diese Loks nicht mehr hinaus.